# Marek Wójcik (historyk)
Marek Lech Wójcik (ur. 1965 w Sulęcinie) – polski historyk specjalizujący się w naukach pomocniczych historii oraz w historii średniowiecznej; absolwent i nauczyciel akademicki związany z Uniwersytetem Wrocławskim.

## Życiorys
Urodził się w 1965 roku w Sulęcinie. Dzieciństwo spędził we Wrześni, gdzie rozpoczął edukację w Szkole Podstawowej nr 2 im. Dzieci Wrzesińskich. Po ukończeniu klasy szóstej przeniósł się z rodzicami do Wrocławia, kontynuując naukę w Szkole Podstawowej nr 17, a następnie w IX Liceum Ogólnokształcącym im. Juliusza Słowackiego.
Po zdaniu matury podjął studia historyczne na Uniwersytecie Wrocławskim, które ukończył w 1990 roku, uzyskując na podstawie pracy Ród Gryfitów do końca XIII w. Pochodzenie i genealogia tytuł zawodowy magistra.
Bezpośrednio po ukończeniu studiów został zatrudniony w Zakładzie Nauk Pomocniczych Historii i Archiwistyki na macierzystej uczelni, najpierw jako asystent stażysta, a następnie asystent. W 1997 roku otrzymał stopień naukowy doktora nauk humanistycznych w dziedzinie historia na podstawie dysertacji Dokumenty i kancelarie książąt opolsko-raciborskich do początków XIV wieku napisanej pod opieką prof. dra hab. Wacława Korty. Wraz z nowym tytułem awansował na stanowisko adiunkta. Postępowanie habilitacyjne Wójcika rozpoczęło się 30 kwietnia 2019 r. i dotyczyło zbioru jego publikacji Heraldyka i genealogia rycerstwa śląskiego w świetle źródeł sfragistycznych do początku XV wieku, wśród których najważniejszym dziełem był dwutomowy katalog pieczęci rycerstwa śląskiego w dobie przedhusyckiej. Trwało ono do 11 września 2020 r. i doprowadziło do nadania Markowi Wójcikowi stopnia naukowego doktora habilitowanego. Od września 2023 r. jest profesorem uczelni Uniwersytetu Wrocławskiego.
We wrześniu 2007 r. władze Uniwersytetu Wrocławskiego wyznaczyły trzyosobową radę do celów lustracji heraldycznej uczelnianego godła, w której zasiadł m.in. dr Marek Wójcik. Projekt zaprezentowano i zaakceptowano w styczniu roku następnego. W 2010 r. Wójcik uczestniczył też w projekcie badawczym pt. Śląskie Archiwum Ikonograficzne.
W latach 2012–2016 brał udział w grancie badawczym Dziedzictwo kulturowe po klasztorach skasowanych na ziemiach dawnej Rzeczypospolitej oraz na Śląsku w XVIII i XIX w.: losy, znaczenie, inwentaryzacja, kierowanym przez prof. dra hab. Marka Derwicha, realizowanym w ramach programu Ministra Nauki i Szkolnictwa Wyższego pod nazwą „Narodowy Program Rozwoju Humanistyki”, w którym pełnił funkcję sekretarza redakcji półrocznika „Hereditas Monasteriorum”. 20 grudnia 2011 r. za wkład w organizację obchodów jubileuszu dwustulecia uniwersytetu państwowego we Wrocławiu został uhonorowany przez Komitet Organizacyjny wydarzenia brązowym medalem.
W latach 2010 i 2012 otrzymał od ówczesnego rektora Uniwersytetu Wrocławskiego prof. Marka Bojarskiego, kolejno dwa wyróżnienia za działalność na rzecz Studenckiego Koła Naukowego Mediewistów.
Obecnie pracuje w Zakładzie Nauk Pomocniczych Historii i Archiwistyki Instytutu Historycznego Uniwersytetu Wrocławskiego jako samodzielny pracownik naukowy, a także zasiada w Radzie Wydziału Nauk Historycznych i Pedagogicznych i w Radzie Dyscypliny Naukowej Historia. Prowadzi przedmioty na kierunkach akademickich: historia, militarioznawstwo i dziedzictwo kultury materialnej. W latach 2019-2024 pełnił funkcję sekretarza redakcji „Śląskiego Kwartalnika Historycznego Sobótka”, pisma Wrocławskiego Towarzystwa Miłośników Historii.

## Publikacje
Źródło:
Zainteresowania naukowe dra hab. Marka Wójcika koncentrują się wokół dyplomatyki, genealogii, heraldyki i sfragistyki, a także dziejów średniowiecznej Polski (szczególnie Śląska) i monastycyzmu.
- Ród Gryfitów do końca XIII wieku: pochodzenie, genealogia, rozsiedlenie, Wrocław 1993.
- Księga Jadwiżańska: Międzynarodowe Sympozjum Naukowe: Święta Jadwiga w dziejach i kulturze Śląska, Wrocław–Trzebnica, 21–23 września 1993 roku, Wrocław 1995, [współred. Kazimierz Bobowski, Michał Kaczmarek].
- Dokumenty i kancelarie książąt opolsko-raciborskich do początków XIV wieku, Wrocław 1999.
- Ze świata do Polski przez Europę: historia, t. 1: Starożytność, średniowiecze, Warszawa 2002, [współautor Andrzej Wypustek].
- Ze świata do Polski przez Europę: historia, t. 2: Czasy nowożytne, cz. 1, Warszawa 2003, [współautor Agnieszka Knychalska-Jaskulska].
- Człowiek – obraz – tekst: studia z historii średniowiecznej i nowożytnej, Dzierżoniów 2005 (red.).
- Próba utworzenia Uniwersytetu we Wrocławiu w roku 1505, Wrocław 2005.
- Chwile strachu i trwogi: klęski żywiołowe, konflikty zbrojne i tumulty w średniowiecznym Wrocławiu, Racibórz 2008.
- Międzynarodowa konferencja naukowa: Pruskie kasaty klasztorne na Śląsku na tle procesów sekularyzacyjnych w Polsce i Europie, Wrocław, 18–21 listopada 2010. Księga streszczeń, Wrocław 2010, [wpółred. Marek Derwich].
- Historia, kultura i sztuka dominikanów na Śląsku 1226–2013: w trzechsetlecie beatyfikacji bł. Czesława, Wrocław 2015, [współred. Dariusz Galewski, Wojciech Kucharski].
- Od benedyktynów i premonstratensów do salezjanów: dzieje kościoła i parafii św. Michała Archanioła na wrocławskim Ołbinie. Materiały konferencji naukowej z okazji 70-lecia obecności salezjanów na wrocławskim Ołbinie (Wrocław, 28–29 kwietnia 2017 r.), Wrocław 2018 (red.).
- Pieczęcie rycerstwa śląskiego w dobie przedhusyckiej, t. 1, Kraków 2018.
- Pieczęcie rycerstwa śląskiego w dobie przedhusyckiej, t. 2, Kraków 2018.
- Kościół św. Michała Archanioła na wrocławskim Ołbinie: studia z dziejów świątyni w 150. rocznicę konsekracji (1871–2021), Wrocław 2021, [współred. Maciej Oziembłowski].
- Studia monastica et mediaevalia: Opuscula Marco Derwich dedicata, Wrocław 2022 (red.).